# U 7 (Kriegsmarine)
De U 7 was een Duitse U-boot van het Type IIB.  De tewaterlating gebeurde op 11 maart 1935 bij de Deutsche Werke te Kiel. De boot werd op 18 juli 1935 onder Kptlt. Kurt Freiwald in dienst genomen. Tijdens zijn dienstperiode deed de U-boot mee aan zes operaties. Hij liet twee vijandelijke schepen zinken, één van 2.694 ton en één van 1.830 ton. De U 7 zonk op 18 februari 1944 ten westen van Pillau na een ongeluk tijdens het duiken.